# Pynnönsaari (ö i Mellersta Finland)
Pynnönsaari är en ö i södra delen av Keitele i Finland. Den ligger i sjön Sumiainen och i kommunen Äänekoski i den ekonomiska regionen  Äänekoski  och landskapet Mellersta Finland, i den centrala delen av landet, 280 km norr om huvudstaden Helsingfors. Öns area är 2,79 kvadratkilometer och dess största längd är 2,8 kilometer i sydöst-nordvästlig riktning.